# Lord Vinheteiro
 (mai 2021).
Fabricio André Bernard Di Paolo, connu professionnellement sous le nom de Lord Vinheteiro, né le 22 janvier 1980 à Sao Paulo[réf. nécessaire], est un pianiste, ingénieur du son, YouTubeur, commentateur et humoriste brésilien. 
Il est connu pour jouer des reprises au piano sur sa chaîne YouTube, où il compte plus de 7 millions d'abonnés. Il faisait partie du programme Pânico (pt), de Jovem Pan FM au Brésil et est actuellement co-animateur de Bilu Cast, qui a pris la suite du Master Podcast,.

## Carrière
Fabricio a commencé à apprendre la musique à l'âge de huit ans, étudiant principalement le piano et le violon en cours particuliers. Plus tard[Quand ?], il est entré à l'Institut des Arts (IA) de l'UNESP. Outre le piano, Lord est un réalisateur artistique et un ingénieur du son qui a également appris lui-même la basse électrique et l'accordéon. Vinheteiro a un diplôme universitaire de vétérinaire, mais son engagement pour la musique ne lui a jamais permis de travailler comme vétérinaire.
En 2008, il a créé la chaîne Lord Vinheteiro sur YouTube, qui est devenue un succès sur Internet, jouant des versions pour piano de chansons classiques de la télévision, du cinéma, de l'anime et des jeux vidéo. Il a participé à des programmes brésiliens tels que Jornal Nacional et The Noite com Danilo Gentili  et a joué en Chine avec des musiciens locaux.
Lord Vinheteiro produit du contenu presque chaque semaine pour sa chaîne YouTube, où il compte plus de 7 millions d'abonnés,.